# Condestable de Francia

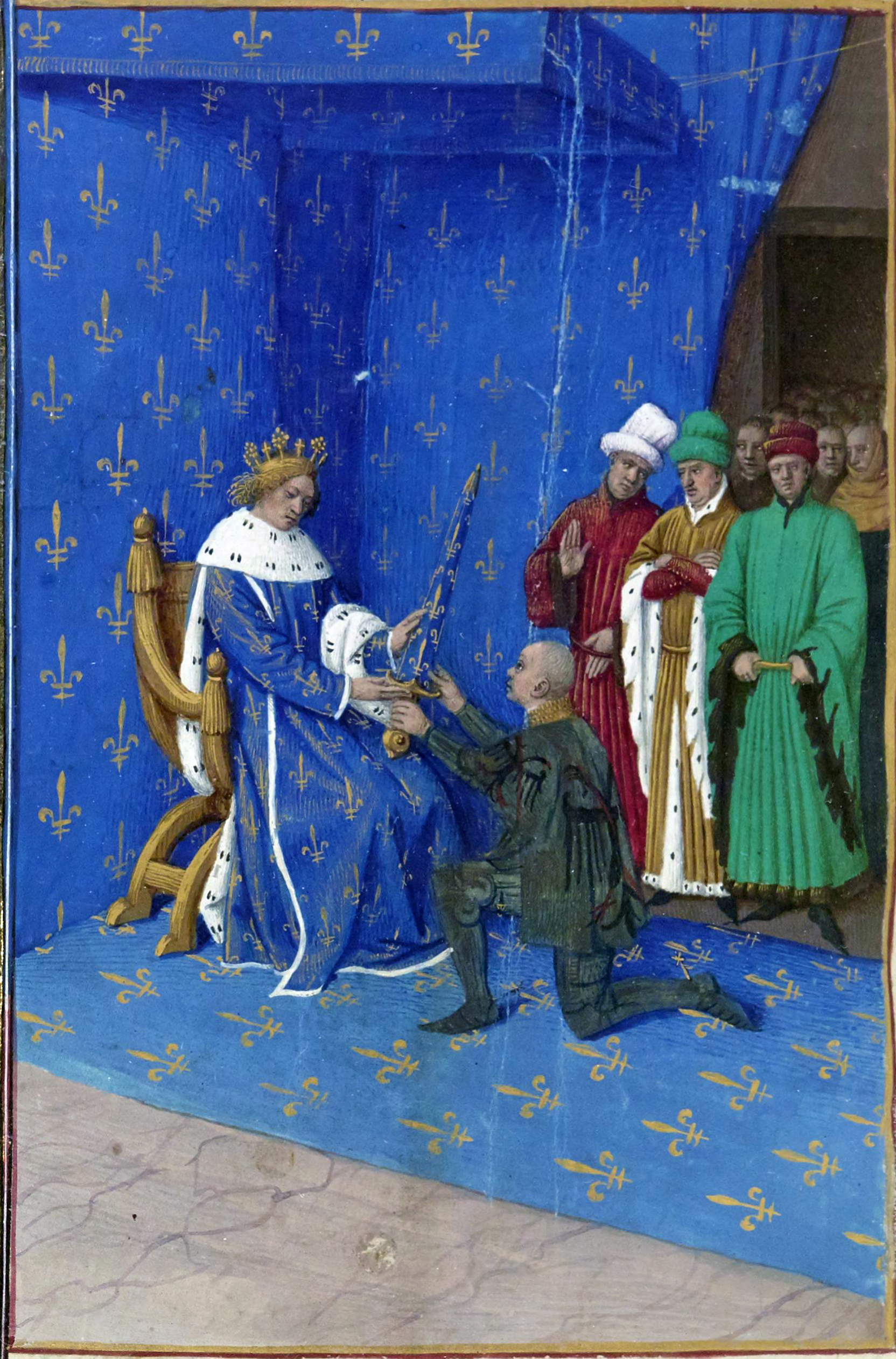
2 de octubre de 1369: Carlos V de Francia entrega la espada joyosa (en francés: Épée de Charlemagne o Épée joyeuse) al condestable Bertrand du Guesclin; miniatura de Jean Fouquet.

El condestable de Francia (en francés, Connétable de France) ; del latín comes stabuli equivalente a 'conde de los establos'), o primer oficial de la corona, fue uno de los cinco grandes oficiales del reino de Francia (junto con el senescal, el chambelán, y el canciller) y comandante en jefe del ejército. Él, en teoría, como teniente general del rey, sobrepasaba en rango a todos los nobles, y era el segundo al mando solo detrás del rey. 
El Connétable de France era también responsable de la justicia militar y sirvió para regular la caballería. Su jurisdicción se llamaba la connestablie. El cargo fue creado por el rey Felipe I en 1060 con Alberic convertido en el primer condestable. El oficio se abolió en 1627 de acuerdo con el edicto de enero de 1627 emitido por el cardenal Richelieu, a la muerte de François de Bonne, tras su conversión del protestantismo al catolicismo en 1622. La posición fue reemplazada por el decano de mariscales (Doyen des maréchaux), en realidad el más antiguo mariscal de Francia en un papel estrictamente ceremonial. El título de Mariscal General de Francia, o más exactamente "Mariscal General de los campos y ejércitos del Rey" (maréchal général des camps et armées du roi) fue otorgado para dar a entender que quien lo recibía tenía autoridad sobre todos los ejércitos franceses en los días en que un mariscal gobernaba usualmente solo un ejército. La dignidad fue otorgada solo a mariscales de Francia, usualmente cuando la dignidad de Condestable de Francia no estaba disponible o, después de 1626, cuando se la había suprimido.
Su equivalente de la época en la armada fue el Almirante de Francia.
Unos pocos condestables murieron en batalla o fueron ejecutados por traición, la mayor parte por intrigas políticas.

## Distintivo del cargo
El distintivo del cargo fue una espada muy elaborada llamada Joyeuse, por la legendaria espada de Carlomagno. Joyeuse fue una espada elaborada con los fragmentos de diferentes espadas y usada en la consagración de los reyes franceses desde al menos 1271. Se guardaba en una vaina azul embellecida con la flor de lis en columna desde la empuñadura hasta la punta. Tradicionalmente, al condestable se le presentaba la espada al asumir el cargo.

## Autoridad
Tras la abolición del cargo de Sénéchal en 1191, el Connétable se convirtió en el oficio más importante del ejército, y como Primer Oficial de la Corona, en rango precedía inmediatamente a los pares. Tenía la posición de teniente general del rey tanto dentro como fuera del reino. El condestable tenía a su mando todos los oficios militares, incluyendo a los marechaux; era también responsable de la financiación del ejército, administrando justicia militar dentro de la hueste (el nombre de la jurisdicción era la connétablie), que él ejercitaba con la ayuda de los mariscales (maréchaux) de Francia. Esto era semejante a la Court of the Lord Constable, más tarde llamada curia militaris de la Corte de Caballería, que existía en Inglaterra en aquella época.

## Personas subordinadas al condestable de Francia
- Mariscal de Francia (Maréchal de France) - A veces el mariscal de Francia era superior al condestable.
  - Coronel general - Una posición especial en el ejército francés, que comandaba todos los regimientos de la misma rama del servicio (p.e., infantería, caballerís, dragones, …).
  - Teniente general - El rango más alto de general en el ejército francés.
  - Maréchal de camp (que no hay que confundir con mariscal de campo - El rango más bajo de general, igual a lo que posteriormente sería général de brigade.
- El Porte-Oriflamme ("Portador de la oriflama") - Una posición muy prestigiosa, aunque no oficial, encargado de llevar el estandarte real en batalla.
- Gran Maestre de los Arqueros (Grand-Maître des Arbalétriers) - Comandante de los arqueros.
- Gran Maestre de Artillería (Grand-Maître de l'artillerie) - Desde el comienzo del siglo XVII, el Gran Maestre de la Artillería se convirtió en un Gran Oficio de la Corona y ya estaba subordinado al condestable.
- Teniente general del Reino - Ocasionalmente nombrado y servido como un pseudo-virrey para supervisar asuntos reales en una región, y sirviendo bajo el mando directo del rey. Como primer oficial, superaba en rango a los demás tenientes generales.

## Condestables de Francia
Nótese que hay vacíos pues el cargo no siempre se cubría tras la desaparición de su titular.

### Condestables de los reyes de Francia
La dinastía capeta
- Alberic, 1060–1065
- Balberic, 1065–1069
- Gauthier, 1069–1071
- Adelelme, 1071–1075
- Adam, 1075–1085
- Thibaut, señor de Montmorency, 1085–1107
- Gaston de Chanmont, 1107–1108
- Hugues le Borgne de Chanmont, 1108–1135
- Mathieu II de Montmorency, (f. 1160), 1138–?
- Simon de Neauphle-le-Chateau, 1165–?
- Raoul I de Clermont (f. 1191), 1174–1191
- Dreux IV de Mello (1148–1218), 1194–1218
- Mathieu I le Grand, barón de Montmorency, (f. 1231), 1218–1231
- Amaury VI de Montfort (f. 1241), 1231–1240
- Humbert V de Beaujeu (f. 1250), 1240–1248
- Gilles II de Trasignies (f. 1275), 1248–1277
- Humbert VI de Beaujeu (f. 1285), 1277
- Raoul II de Clermont (f. 1302), 1277–1307
- Gaucher V de Châtillon (1249–1329), 1307–1329

La dinastía Valois
- Raúl I de Brienne, conde de Eu y Guînes (f. 1344), 1329–1344
- Raúl II de Brienne, conde de Eu y Guînes (f. 1350), 1344–1350
- Carlos de la Cerda (f. 1354), 1350–1354
- Jaime I de La Marche, (1319–1362) 1354–1356
- Gualterio VI de Brienne (h. 1304–1356), 1356
- Robert Morean de Fiennes (1308–1372), 1356–1370
- Bertrand du Guesclin (1320–1380), 1370–1380
- Olivier IV de Clisson (1336–1407), 1380–1392
- Felipe de Artois, conde de Eu (1358–1397), 1392–1397
- Luis de Sancerre (1341–1402), 1397–1402
- Carlos d'Albret, conde de Dreux (f. 1415- Agincourt), 1402–1411
- Valerán, conde de Saint Pol (f. 1415), 1411–1413
- Carlos I de Albret, conde de Dreux (f. 1415- Agincourt), 1413–1415
- Bernardo VII, conde de Armañac (f. 1418), 1415–1418
- Carlos II, duque de Lorena (1365–1431), 1418–1424
- Juan Estuardo, Conde de Buchan (h. 1381–1424), 1424
- Arturo III, duque de Bretaña (1393–1458), 1425–?
- John Talbot, I conde de Shrewsbury (1384/1390–1453), 1445–1453 (nombrado por Enrique VI de Inglaterra en su cargo como rey de Francia)
- Luis de Luxemburgo, conde de Saint-Pol[3] (1418–1475), 1465–?
- Juan II, duque de Borbón (1426–1488), 1483–1488

La dinastía Valois Angulema
- Carlos III, duque de Borbón (1490–1527), 1518–1523
- Anne de Montmorency, Gran Maestre de Francia (1492–1567), 1538–1567

Los Borbones
- Enrique I de Montmorency (1570–1621), 1593–1621
- Carlos de Albert, duque de Luynes (1621), 1621
- François de Bonne, duque de Lesdiguières (1543–1636), 1622–1626

### Primer Imperio
Durante el Consulado, la familia Borbón, a través del conde de Artois, supuestamente ofreció a Napoleón Bonaparte, como primer cónsul, el título de condestable de Francia si restauraba a los Borbones como reyes de Francia. Sin embargo, en 1808, Napoleón también nombró a los grandes dignatarios del Imperio francés (Grands dignitaires de l'Empire Français). Al hacer esto nombró como condestable a su hermano menor Luis Bonaparte, rey de Holanda, y como vicecondestable, al mariscal del Imperio Louis Alexandre Berthier, el jefe de Estado Mayor del ejército francés y príncipe de Neuchâtel. Ambos títulos eran estrictamente honoríficos.

## Películas
If I Were King, 1938, con François Villon (interpretado por Ronald Colman), quien fue nombrado por el rey Luis XI (interpretado por Basil Rathbone) como condestable de Francia por una semana.
Varias versiones de la obra de Shakespeare Enrique V presentan al condestable Carlos d'Albret, conde de Dreux, quien fue nombrado por Carlos VI de Francia y murió en la batalla de Agincourt (1415). Fue interpretado por Leo Genn en la película de 1944, por Richard Easton en la película de 1989, y por Maxime Lefrancois en la película para televisión de 2012. En la película de 1944 muere en combate personal con el rey Enrique. En la de 1989 aparece que se cae de su caballo al lodo (la tradición histórica señala que se ahogó en el barro debido al peso de su armadura, incapacitado porque su caballo cayó sobre él). En la versión para televisión de 2012 le dispara un arquero inglés después de apuñalar al duque de York por la espalda en un bosque lejos de la batalla principal.